# 岡村久則
岡村 久則（おかむら ひさのり、1974年9月11日 - ）は、静岡放送所属の男性アナウンサー。

## 略歴
- 1974年9月愛知県名古屋市出身。血液型O。
- 1998年3月愛知学院大学卒業後、同年4月に静岡放送へ入社。同期のアナウンサーは松永直子。

## 人物
- 競艇に詳しく、趣味と公言している。
  - 他の趣味は温泉巡りやムーブメント（時計）メーカー探し、自分の息子と遊ぶことを趣味としている[2]

## 担当番組

### ラジオ放送
- グレードワン
- Saturday Night Program よるらじ
- 夕焼けワイド
- SBS EVENING WAVE
- ゆうCHAN（月 - 水曜）
- 気分上々スポーツナイト
- SBSビッグナイター - 静岡県内の球場（浜松球場・草薙球場など）でプロ野球の試合が主催される場合に自主制作で実況を行う。
- アナらじ
- おかちゃんのこあレディオ→おかちゃんのONE!MAN!!
- 静岡新聞ニュース

### テレビ放送
- とく報!4時ら
- SBSイブニングeye（金曜日）
- SBSみなスポ5
- 全日本実業団対抗女子駅伝競走大会「クイーンズ駅伝」（主に第5中継所） - TBS制作。
  - 東日本実業団対抗女子駅伝（2009・2010・2012年第5中継所実況、2013年第4中継所実況） - TBS制作。2014年まで開催された当大会では静岡県に関係したチームが参加していなかったことから、SBSでは放送されなかった。
- 静岡新聞ニュース